# ساسي (مخرج)
ساسي ذارام ، المعروف أيضًا باسم ساسي ، هو مخرج سينمائي وكاتب سيناريو هندي يعمل بشكل أساسي في السينيماء التاملبية . ظهر لأول مرة مع فيلم سولمان عام 1998، تلاه سلسلة من الأفلام منها روحو كوتام في (2002)، ديشيوم (2006)وغيريه